# استئصال لجام اللسان
استئصال لجام اللسان اصطلاحا هي نمو غير طبيعي للجم اللسان ويتواجد بين حديثي الولادة مابين 4.4% و 4.8% ونسبته بين الذكور والإناث 3:1 وطبيا هذا المصطلح يستخدم لوصف حالات عقد اللجام بأسفل الفم أو قصر لجام الفم أو سمك لجام الفم في الأطفال وحديثي الولادة لجم اللسان قد يؤدي إلى صعوبة النطق عند الأطفال وصعوبة بالرضاعة تدني نظافة الأسنان.
استئصال لجام اللسان هي عملية إزالة النسيج (لجام اللسان) الذي يربط أسفل اللسان مع قاع الفم.
بالرغم من أنَّ العملية عادة ما تكون آمنة، إلا أنها قد تسبب ضرراً في العصب، وبالتالي تنتج ألماً دائماً وشديداً لا يمكن علاجه.
تتم عملية إزالة لجام اللِّسان إما برأبه أو استئصاله. ويتم ذلك لعلاج المرضى معقودي اللسان. ومن الشائع جداً، أن اللسان قد يخرج أو يمتَّد خارج الفم بشكل مريب بعد إجراء هذه العملية البسيطة. على أية حال فقد تم قياس الفرق بالـ «ميليميترات» وهي في الحقيقة ممكن أن تقصر من طول اللسان، اعتماداً على الطريقة ومدى الرعاية بعد العلاج. إذا كان لجام اللسان على الامتداد الكلي للسان، ولا تشد بعكس الأسنان السفلية الأمامية، فهناك فرصه قليلة لحدوث أي تمدد بإزالتها.
خلال القرن الثامن عشر كات القابلات يقطعن اللجم باستخدام أظافرهن ومع تقدم العلم أصبح لجم اللسان يتم باستخدام الملعقة المسننة واستمر أطباء الأطفال بلجم اللسان باستحدام نفس الطريقة حتى القرن العشرين والآن يتم لجم اللسان باستخدام واحدة من هذه الطرق:
1. استئصال
2. استئصال باستخدام مرقأة واحدة
3. استئصال باستخدام مرقأتين
4. الموجه المسنن
5. الليزر

وفي ما يلي تفصيل لبعض الطرق:
الإستئصال يتم قطع اللجم باستخدام مقصgoldman fox في حركة واحدة عن طريق رفع اللسان لسقف الحلق ومن ثم استخدام المقص لقص على مستوى الطبقة البيضاء على موازاة اللسان
الإستئصال باستخدام مرقأة واحدة: تم رفع لجم اللسان باستخدام مرقأة منحنية وذلك بأن يواجه الجزء المنحني من المرقأة أمام اللسان والقطع الأولي يتم باستخدام شفرة متتبعا الشكل المنحني للمرقأة وقطع خلال الجزء العلوي، القطع الثاني يتم من خلال الجزء السفلي من اللجم بالقرب من أسفل الفم ومن ثم يتم إستئصال اللجم وترك الجرح بشكل الماسي ويتم إرجاع حواف الجرح باستخدام مقص. ويتم إزالة القطب خلال 7 أيام.
الإستئصال باستخدام الليزر
وضع الليزر ثنائي بتردد 800 نانوميتربقوة 2 واط على المنطقة المتوسطة للسان من مقدمة للقاعدة وهذه الغعملية لا تحتاج للخياطة فقط تتسم بتسليط.
بالرغم من أنَّ العملية عادة ما تكون آمنة، الا انها قد تسبب ضرر في العصب، وبالتالي تنتج ألم دائم وشديد لا يمكن علاجه.
أثبتت نتائج إزالة لجام اللسان باستخدام الجراحة بالليزر تفوقها على العلاج باستخدام الأدوات الفولاذية التقليدية. حيث تؤدي إزالة اللجام بالليزر إلى التقليل من مخاطر إعادة الانتكاس (متل الالتصاق).
يقول دومينكوماسيري أن بعض الآباء في كوريا الجنوبية يُخْضِعُون أطفالهم لعملية استئصال اللجام «حيث تعمل على زيادة طول اللسان حوالي 1 ملم» اعتقاداً منهم أن هذا قد يحسن لفظهم للإنجليزية. بعض النقاد يعتبرونها عملية غير ضرورية، فالكوريون الذين ولدوا في الولايات المتحدة لا يوجد لديهم أي مشاكل واضحة في لفظ حرفي الراء واللام. وتم استخدام العملية بشكل عكسي لتسمح للناطقين باللغة الإنجليزية من التواصل مع اللهجة الأم. في عام 2011، قامت ريانون جونز-بروكسبانك بعمل عملية استئصال لجام اللسان لتمكنها من التحدث باللغة الكورية بدون التأثير أو التثبيط باللهجة.
تتم عملية استئصال اللجام كثيراً في الولايات المتحدة ودول أخرى للأطفال حديثي الولادة لجعل عملية الرضاعة الطبيعية أكثر راحة وأكثرنجاحاً.
أصبحت هذه العملية شائعة جداً بشكل متزايد وتطوعاً، مثل رغبة أي شخص بثقب اللسان، ولكن أولئك الذين لديهم اللجام مرتبط كثيراً إلى الأمام لا يستطيعون ثقبه. فعملية استئصال اللجام تجعل من ثقب اللسان شيء ممكن.